# Atbara, Sudan
Atbara eller Atbarah är en stad i delstaten Nahr an-Nil i Sudan, vid floden Atbaras utlopp i Nilen, cirka 200 kilometer nordost om Khartoum. Staden har 111 399 invånare (2007), och är ett handels- och administrationscentrum samt en trafikknutpunkt. I staden finns landets järnvägsadministration.
I Atbara vann en brittisk-egyptisk här under Horatio Herbert Kitchener ett slag mot mahdisterna i Sudan 1898.